# Pardosa intermedia
Pardosa intermedia este o specie de păianjeni din genul Pardosa, familia Lycosidae. A fost descrisă pentru prima dată de Bösenberg, 1903.
Este endemică în Germania. Conform Catalogue of Life specia Pardosa intermedia nu are subspecii cunoscute.